# Flowery Branch
Flowery Branch is een plaats (town) in de Amerikaanse staat Georgia, en valt bestuurlijk gezien onder Hall County.

## Demografie
Bij de volkstelling in 2000 werd het aantal inwoners vastgesteld op 1806.
In 2006 is het aantal inwoners door het United States Census Bureau geschat op 3312, een stijging van 1506 (83,4%).

## Geografie
Volgens het United States Census Bureau beslaat de plaats een oppervlakte van
6,4 km², geheel bestaande uit land. Flowery Branch ligt op ongeveer 373 m boven zeeniveau.

## Plaatsen in de nabije omgeving
De onderstaande figuur toont nabijgelegen plaatsen in een straal van 16 km rond Flowery Branch.